# Ajuste de curvas

## Ajuste de Curvas
Ajuste de Curvas é um método que consiste em encontrar uma curva que se ajuste a uma série de pontos e que possivelmente cumpra uma série de parâmetros adicionais. Ajuste de curvas pode envolver tanto interpolação, onde é necessário um ajuste exato aos dados, quanto suavização, na qual é construída uma função suave que aproximadamente se ajusta aos dados. Outro assunto relacionado é análise de regressão, a qual se foca mais em questões da inferência estatística.
O ajuste de curvas é muito utilizado para, a partir de dados conhecidos, fazer-se extrapolações. Por exemplo, conhece-se os dados de consumo anual de carga elétrica de uma cidade. A partir destes dados conhecidos, pode-se fazer projeções para o futuro e com isso, fazer-se um planejamento para que a cidade seja suprida de forma adequada nos anos subsequentes. A ideia é ajustar uma curva que melhor se ajusta aos dados disponíveis. Conhecida a equação da curva, pode-se determinar valores fora do intervalo conhecido.
Os dados conhecidos podem ser tabelados e obtidos por meio de experimentos. Por exemplo, seja os dados da tabela abaixo. 
| x    | 1,3 | 3,4 | 5,1 | 6,8 | 8,0 |
| f(x) | 2,0 | 5,2 | 3,8 | 6,1 | 5,8 |

A partir dos dados disponíveis, pode-se desejar saber uma estimativa do valor da função  f(x) em x= 9.

Pode-se construir um também um diagrama de dispersão, que é a representação em gráfico dos dados disponíveis.
O objetivo é encontrar uma função  φ(x)  que seja uma boa aproximação para os valores tabelados de f(x) e que nos permita extrapolar com uma certa margem de segurança.

## Diferentes tipos de ajuste de curvas

### Ajustes lineares e polinomiais
Começando com uma função polinomial de grau um:
{\displaystyle y=ax+b\;.}
Esta é uma reta com coeficiente angular a. 
Uma reta conecta quaisquer dois pontos, então uma função polinomial de primeiro grau é um ajuste exato para quaisquer dois pontos com abcissas diferentes.
Se a ordem da função for aumentada para um polinômio de segundo grau, o resultado será o seguinte:
{\displaystyle y=ax^{2}+bx+c\;.}
Isto irá ajustar exatamente uma curva simples a três pontos.
Se a ordem da função for aumentada para um polinômio de terceiro grau, o resultado será o seguinte:
{\displaystyle y=ax^{3}+bx^{2}+cx+d\;.}
Isto irá ajustar exatamente uma curva a quatro pontos.
Em geral, podemos dizer que isso ajustaria as quatro restrições. Cada restrição pode ser um ponto, um ângulo ou uma curvatura. Restrições de ângulo e curvatura geralmente são colocadas no final de uma curva, e em tais casos são chamadas de condições finais. Condições finais idênticas são frequentemente usadas para garantir uma transição suave entre polinômios de um mesmo spline. Restrições de ordem maior, tais como "mudança na taxa de curvatura" também podem ser usadas.
O polinômio de primeiro grau também pode ser um ajuste exato a um ponto e um ângulo enquanto que o polinômio de terceiro grau também pode ser um ajuste exato a dois pontos, uma restrição de ângulo, e uma restrição de curvatura. Muitas outras combinações de restrições são possíveis para esses polinômios e para polinômios de ordem superior.
Se há mais que n + 1 restrições (onde n é o grau do polinômio), não há certeza que a função polinomial atenderá todas as restrições (mas pode ocorrer, por exemplo, no caso de um polinômio de primeiro grau se ajustar perfeitamente a três pontos colineares). Em geral, entretanto, algum método é então necessário para avaliar cada aproximação. O método dos mínimos quadrados é uma maneira de comparar os resíduos.
Há diversas razões para obter um ajuste aproximado enquanto poderíamos simplesmente aumentar o grau do polinômio e obter um ajuste exato:
- Mesmo se existe um ajuste exato, não significa necessariamente que ele possa ser facilmente descoberto. Dependendo do algoritmo usado, pode ser um caso divergente, onde o ajuste exato não pode ser calculado, ou pode requerer muito tempo computacional para encontrar a solução. Esta situação pode exigir uma solução aproximada.
- Fenómeno de Runge: Polinômios de alta ordem podem ser altamente oscilatórios. Se uma curva atravessa dois pontos A e B, é de se esperar que a curva também passe perto do ponto médio de A e B. Isto pode não acontecer com curvas polinomiais de alta ordem. Com polinômios de baixa ordem, é mais provável que a curva passe perto do ponto médio (é até mesmo garantido que passe exatamente pelo ponto médio no caso de um polinômio de primeiro grau).
- Polinômios de baixa ordem tendem a ser suaves enquanto que curvas polinomiais de alta ordem tendem a ser irregulares. Para definir isto com mais precisão, o número máximo de pontos de inflexão possível em uma curva polinomial é n-1, onde n é a ordem da função polinomial. Um ponto de inflexão é um ponto sobre a curva onde a curvatura desta transiciona de positiva (côncava para cima) para negativa (côncava para baixo) ou vice-versa. Note que apenas os polinômios de alta ordem podem ser irregulares; mas eles também podem ser suaves, entretanto não há garantia de que isso ocorra, ao contrário das curvas polinomiais de baixa ordem. Um polinômio de grau quinze pode ter, no máximo, treze pontos de inflexão, mas também pode ter doze, onze ou qualquer número inferior até zero.

Por estas razões, não é desejado que o grau de uma curva polinomial seja maior que o necessário para um ajuste exato. Geralmente, é melhor escolher o menor grau possível para atender a todas restrições, ou, até mesmo, um grau menor, se uma aproximação for aceitável.

### Ajustando outras curvas
Outros tipos de curvas, como cónicas (elipses, parábolas e hipérboles) ou funções trigonométricas (como senos e cossenos), também podem ser usadas. Por exemplo, trajetória de objetos sob a influência da gravidade seguem um caminho parabólico, quando a resistência do ar é ignorada. Marés seguem padrões senoidais, portanto dados de marés devem corresponder a uma onda senoidal, ou a soma de duas ondas senoidais de diferentes períodos, se ambos os efeitos da Lua e do Sol forem considerados.

### Ajustes algébricos e geométricos
Para a análise algébrica de dados, "ajuste" geralmente significa encontrar a curva que minimiza o deslocameno vertical (eixo y) de um ponto da curva (por exemplo, método dos mínimos quadrados). Entretanto, para aplicações gráficas, ajuste geométrico visa proporcionar o melhor ajuste visual; o que normalmente significa minimizar a distância ortogonal à curva (por exemplo, minimização de mínimos quadrados totais), ou outra forma que inclua o deslocamento de um ponto da curva para os dois eixos. Ajustes geométricos não são populares porque eles geralmente requerem cálculos iterativos e/ou não lineares, embora tenham a vantagem de um resultado mais estético e geometricamente preciso.